# Деларош, Поль
Поль Деларо́ш (Ипполит Деларош, фр. Paul Delaroche, Hippolyte Delaroche; 17 июля 1797, Париж — 4 ноября 1856, там же) — французский живописец и график, последователь романтического академизма, один из основных парижских художников эпохи Июльской монархии, педагог; мастер исторической картины и монументальных росписей, также работал как портретист. Член Института Франции — Академии изящных искусств по классу живописи (с 1832; на кресле № 13); иностранный член ряда художественных обществ Европы.

## Биография

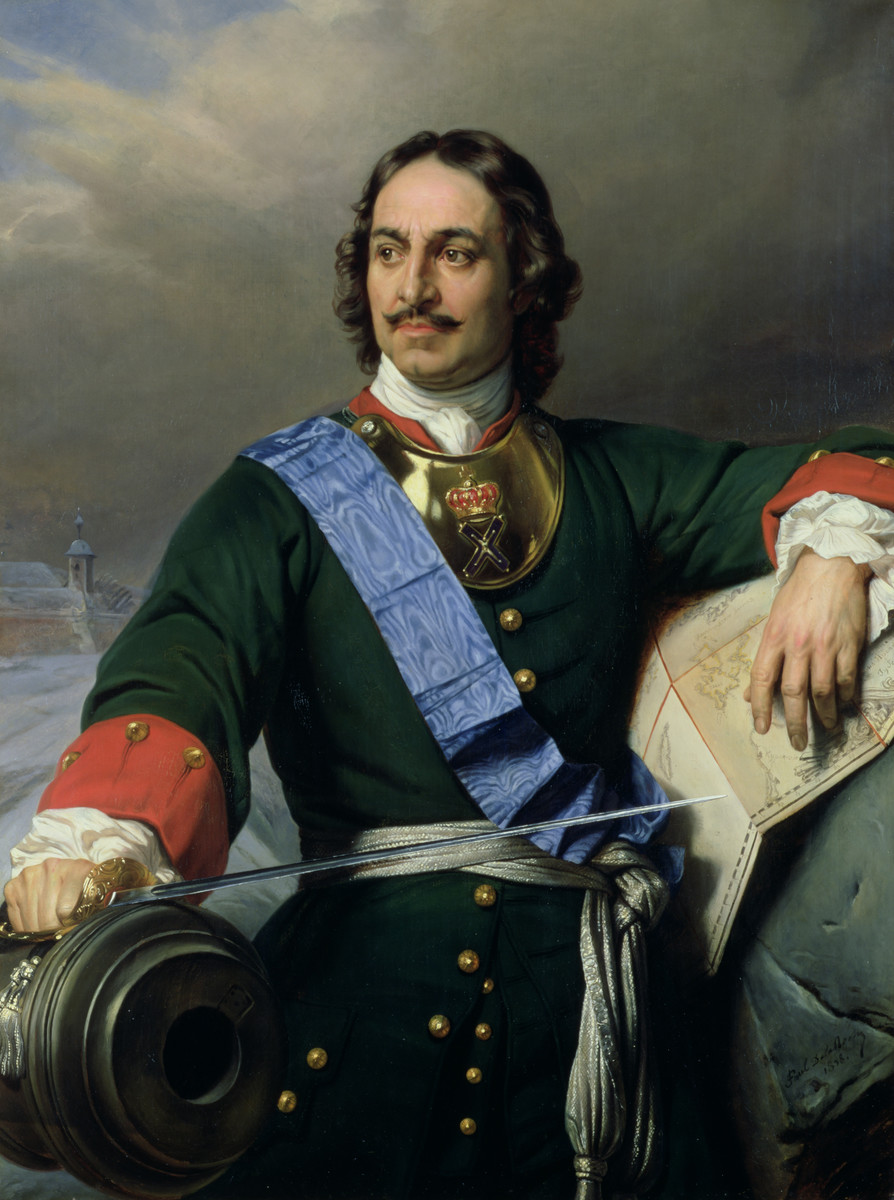
Пётр I Великий, Император Всероссийский. 1838. Кунстхалле, Гамбург

Поль Деларош родился в 1797 году в Париже и был вторым сыном антиквара и торговца картинами и другими произведениями искусства Грегуара Ипполита Делароша. Дядя будущего художника служил хранителем кабинета гравюр Национальной библиотеки Франции в Париже. Настоящее имя Делароша — Ипполит, но в семье его звали Полем. Мальчик рос в среде, где ценилось изобразительное искусство, и с юного возраста испытал к нему интерес под влиянием своих отца и дяди. 
С девятнадцати лет Деларош учился в Высшей школе изящных искусств Парижа под руководством пейзажиста Луи-Этьена Ватле, но вскоре перешёл в мастерскую исторического живописца К. Деборда. Затем, с 1818 года, в течение четырёх лет работал под руководством Антуана Жана Гро. В 1822 году Поль Деларош дебютировал в ежегодном Парижском салоне, выставив там картины  «Христос, сошедший с креста» и «Иосавия, спасающая Иоаса». 
В 1832 году Деларош, уже получивший известность в качестве исторического живописца, был избран членом парижской Академии изящных искусств. В следующем году он получил должность профессора в Высшей школе изящных искусств, а в 1834 году уехал в Италию, где в 1835 году женился на Луизе, дочери художника-баталиста Ораса Верне, директора Французской академии в Риме.
В 1838—1843 годах Деларош снова работал в Италии. В 1845 году был избран в Национальную академию дизайна (с 1826 г. название Академии изящных искусств) в Нью-Йорке в качестве почётного академика. Как профессор Высшей школы изящных искусств, Деларош был учителем целого ряда известных художников: Жана-Леона Жерома, Жана-Франсуа Милле, Тома Кутюра и многих других.

## Творчество
Творчество Делароша является разноплановым как в жанровом, так и в стилевом отношении. В его работах можно обнаружить влияние ампира, романтизма и академизма. По определению Веры Раздольской, «эмоции, возбуждаемые произведениями Делароша, апеллируют к романтизму, в то время как детали его картин следуют тенденциям академизма».
Деларош писал портреты, исторические картины (особенно на сюжеты из французской и британской истории), религиозные композиции, аллегорические и жанровые сцены. Среди многих картин Делароша наиболее известны:
- Портрет Петра Великого из собрания Гамбургского художественного музея (кунстхалле), один из наиболее тиражируемых портретов первого русского императора.
- Два часто воспроизводимых портрета императора Наполеона: «Наполеон в своём кабинете» и «Наполеон в 1814 году во дворце Фонтенбло».
- «Полукружие» — грандиозную (4,5 на 27 м) настенную картину, украшающую актовый зал парижской Высшей школы изящных искусств, где учился, а затем преподавал Деларош.
- Картины на сюжеты из британской истории «Солдаты Кромвеля оскорбляют Карла I», «Оливер Кромвель у гроба Карла I», «Казнь Джейн Грей»
- Жанровую сцену «Отдых на берегу Тибра» из собрания Государственного Эрмитажа в Санкт-Петербурге[8].
- Картину «Переход Наполеона через Альпы», подчёркнутым реализмом и непарадностью которой Деларош намеренно полемизировал с картиной Жака Луи Давида на тот же сюжет — «Бонапарт на перевале Сен-Бернар».
- Картину «Христианская мученица времён Диоклетиана в Тибре», созданную годом позже картины Милле «Офелия», где использован тот же художественный приём.
- «Портрет Генриетты Зонтаг» — пример портретной живописи Делароша, хранящийся в собрании Эрмитажа.

После того, как в 1845 году умерла его жена, Деларош обратился к трагическим сюжетам.
Картины Делароша на исторические сюжеты были встречены единодушной похвалой критиков и становились популярными благодаря тиражированию в гравюрах и литографиях.
В эпоху кризиса академического искусства, Деларош, наряду с Мейссонье, Бугро и Кабанелем, особенно часто становился мишенью критики. Так Александр Бенуа использовал ироничный термин «делярошевская живопись». С другой стороны, искусствоведы отмечали определённое сходство работ Делароша и Ж. О. Д. Энгра. В частности, отмечалось, что Деларош завершал свои гладко написанные картины чёткими контурами подобно тому, как это делал Энгр.

## Галерея

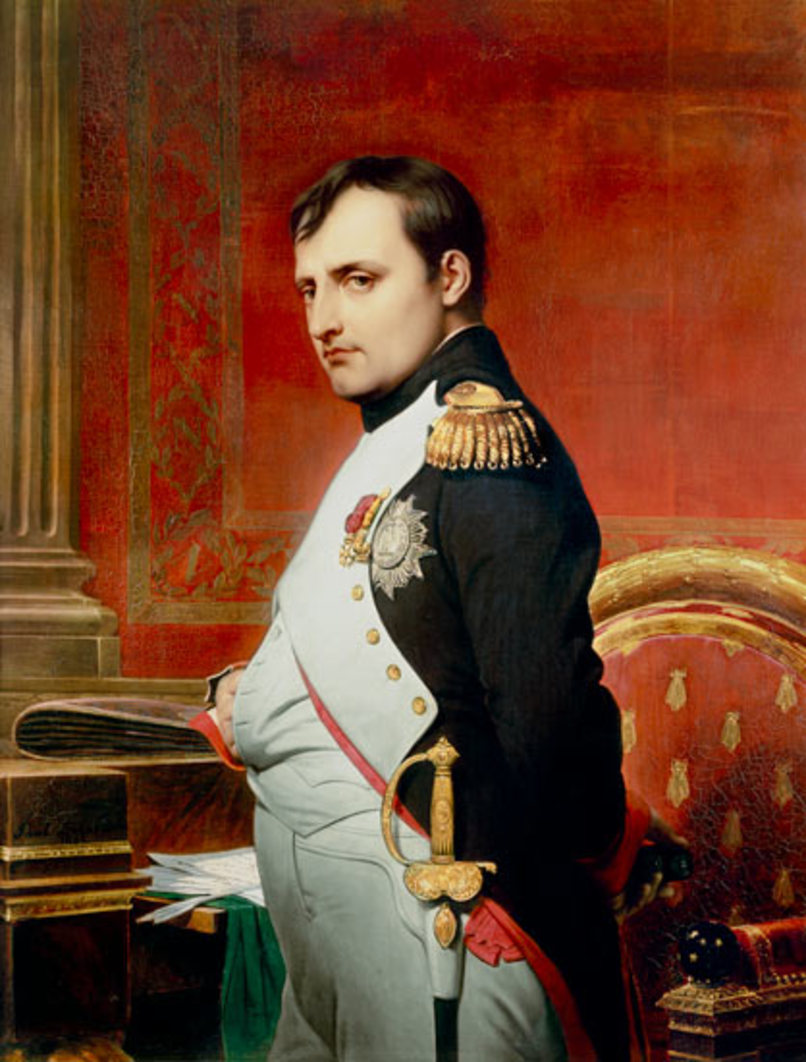
Император Наполеон у себя в кабинете
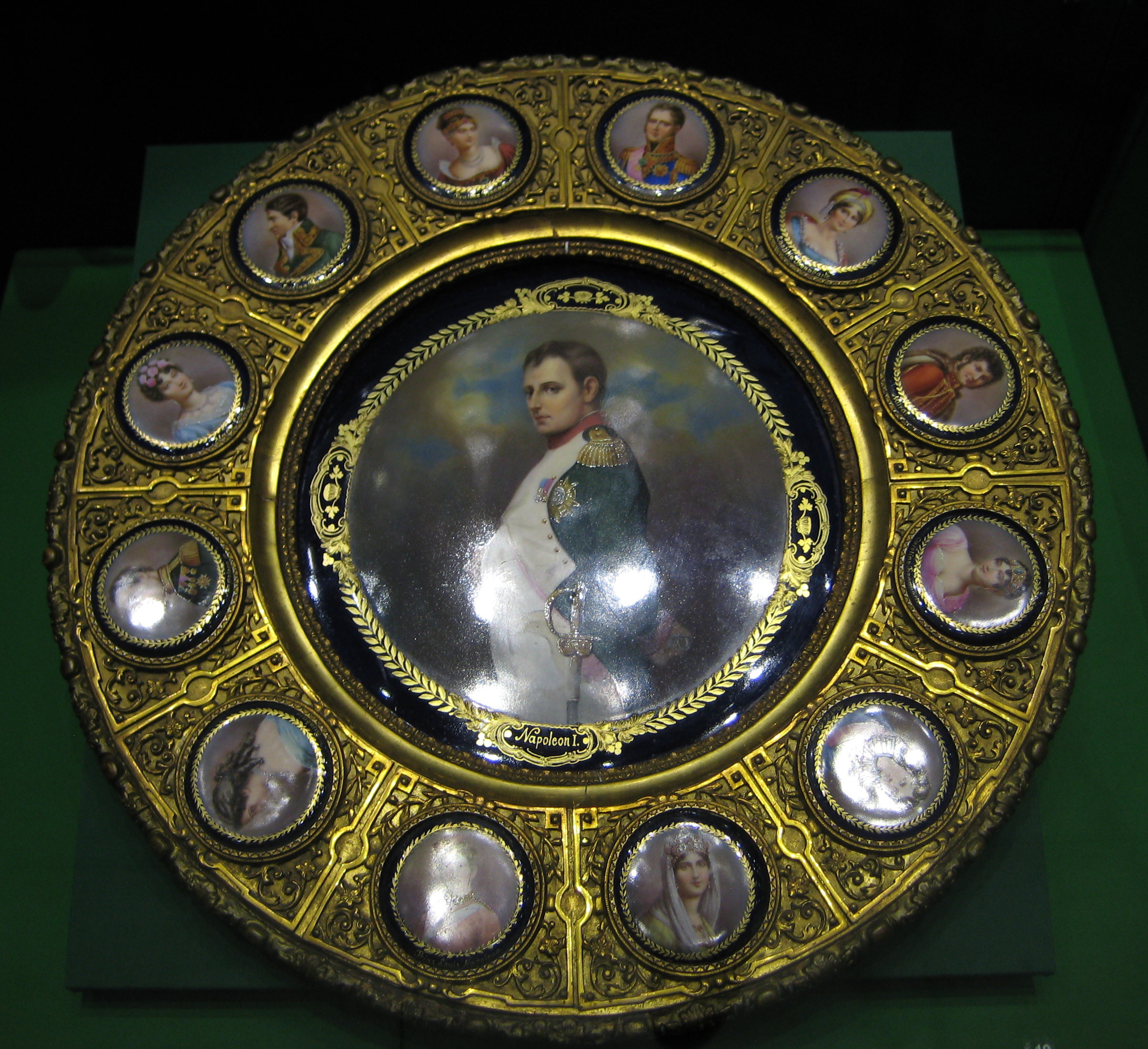
Столешница с портретами Наполеона и членов его семьи. Центральный портрет — с оригинала Делароша. Музей-панорама «Бородинская битва», Москва.
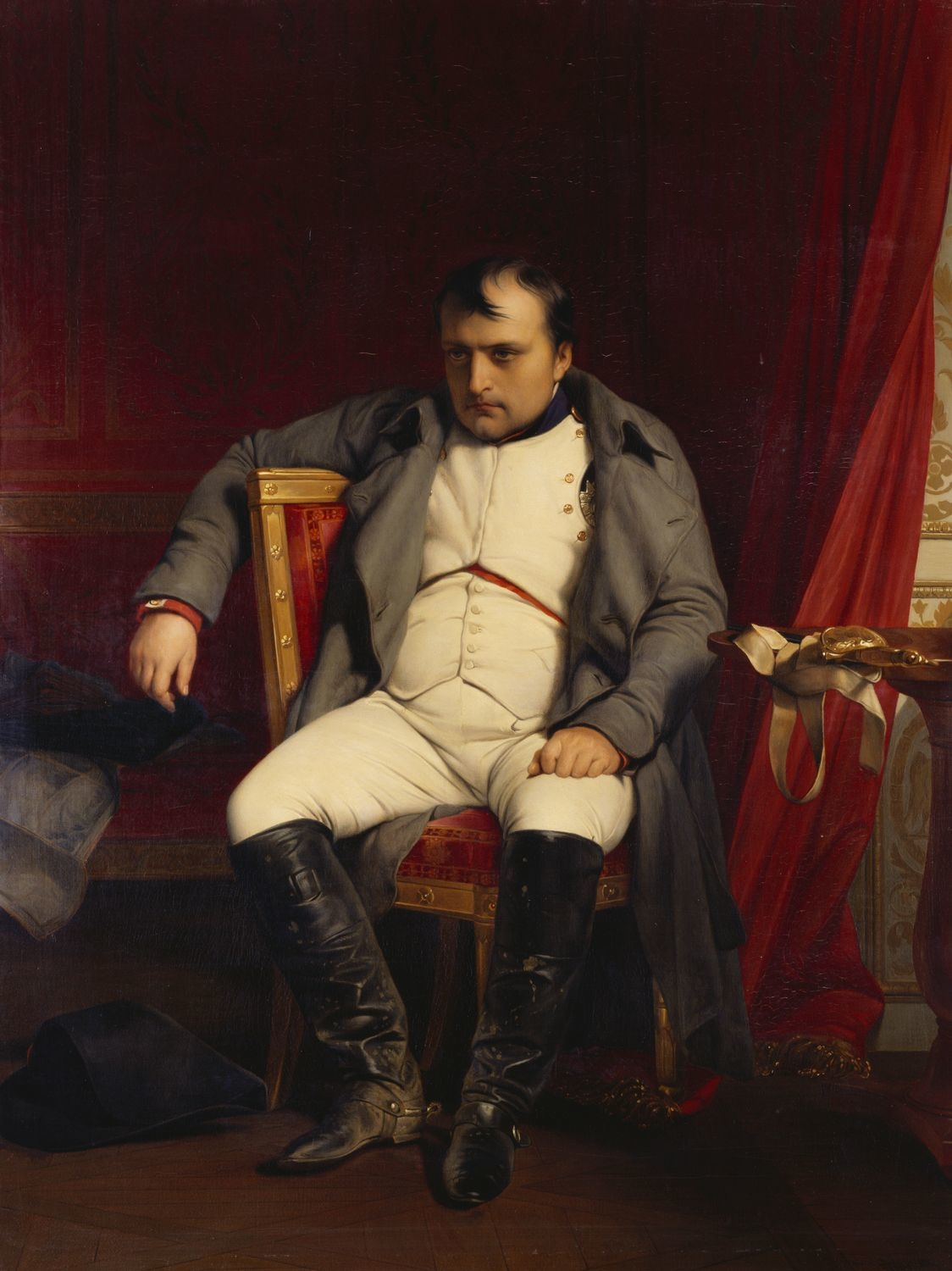
Наполеон в 1814 году во дворце Фонтенбло (1846), Британская королевская коллекция
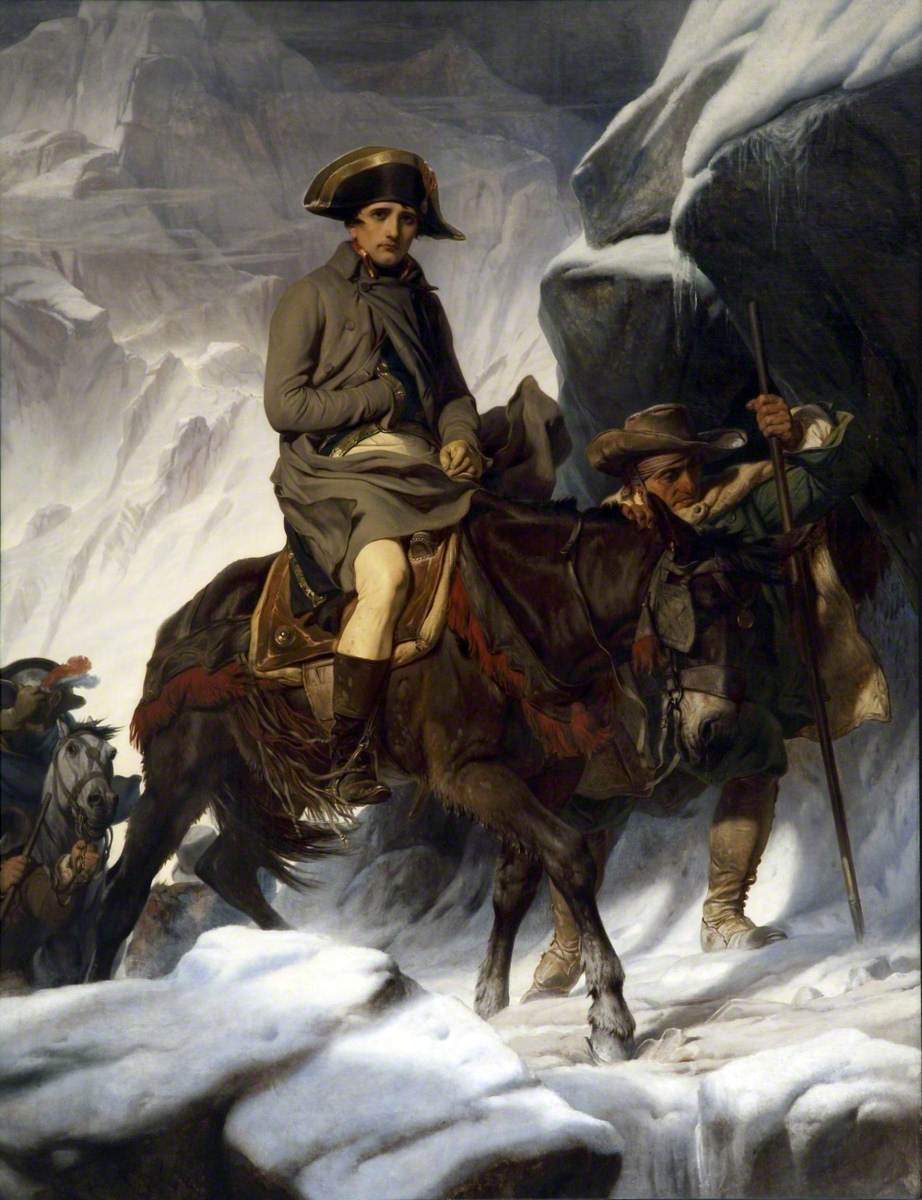
Переход Наполеона через Альпы (1850), Галерея искусств Уокера, Ливерпуль
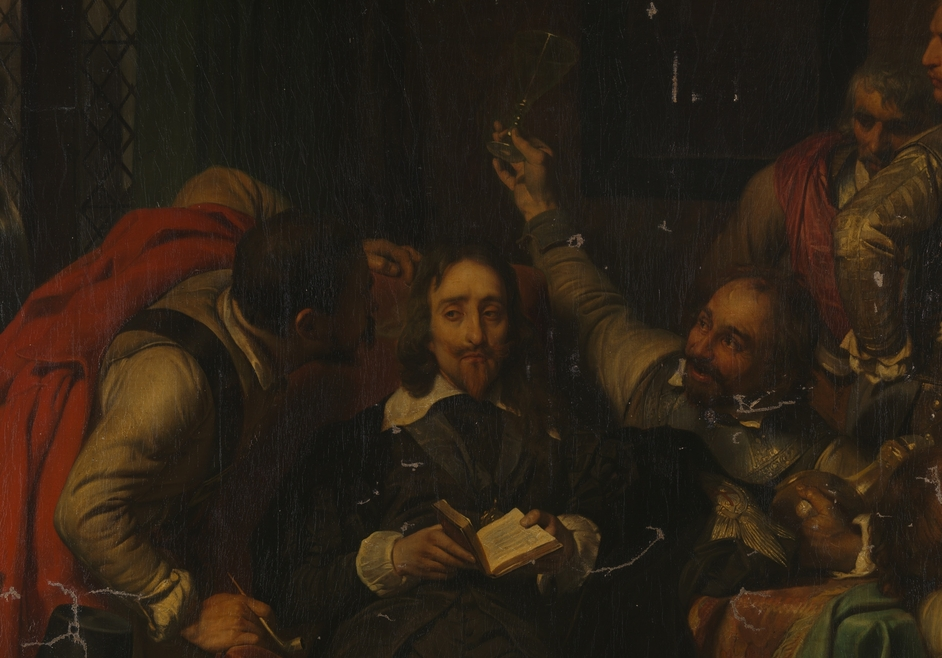
Солдаты Кромвеля оскорбляют Карла I (1836), Лондонская национальная галерея
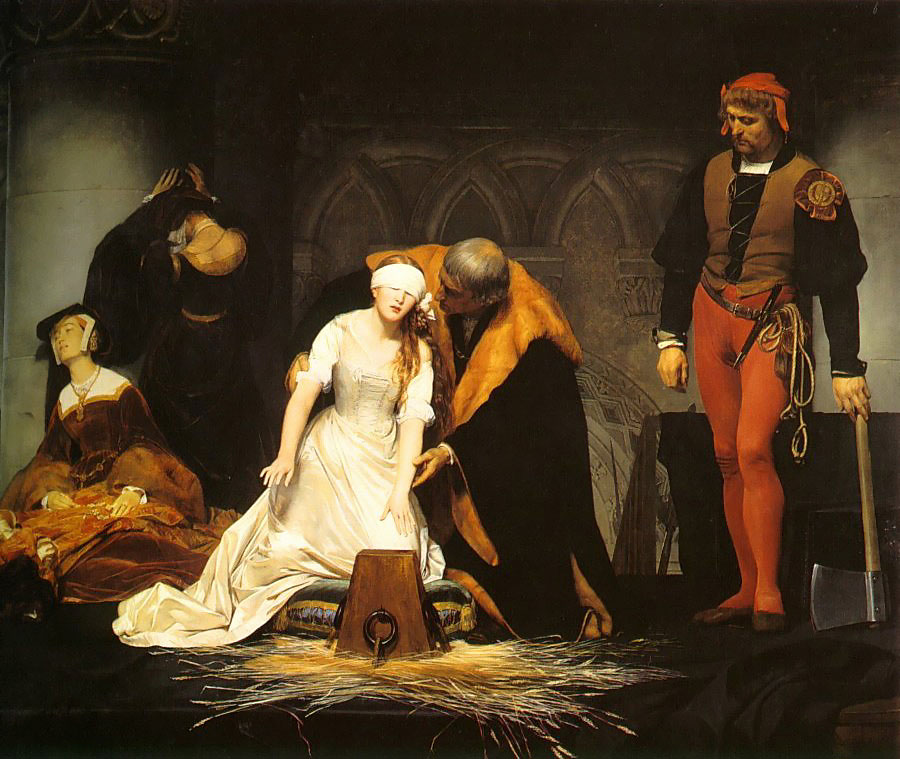
Казнь Джейн Грей, (1833), Лондонская национальная галерея
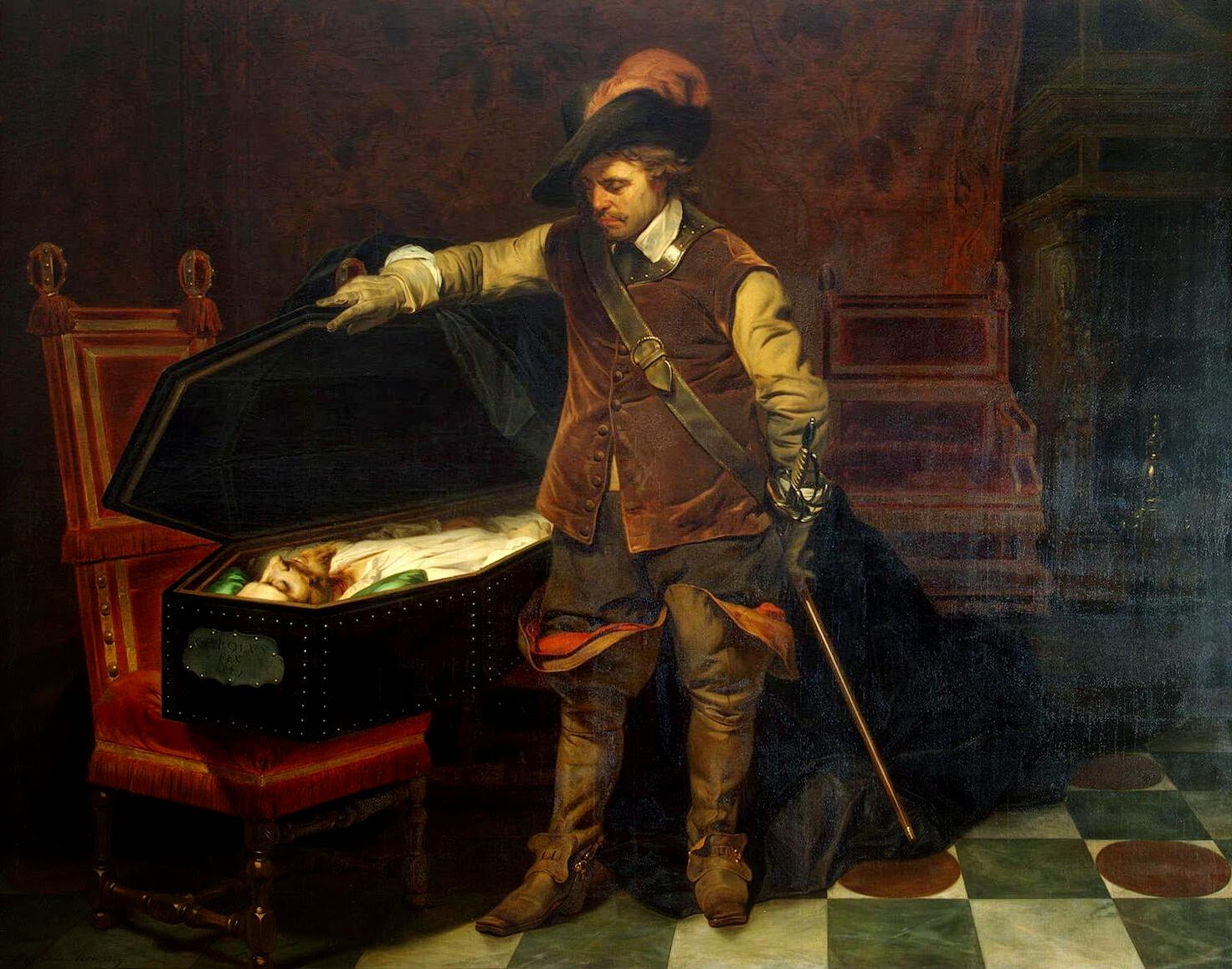
Оливер Кромвель у гроба короля Карла I (1831), Гамбургский художественный музей (кунстхалле)
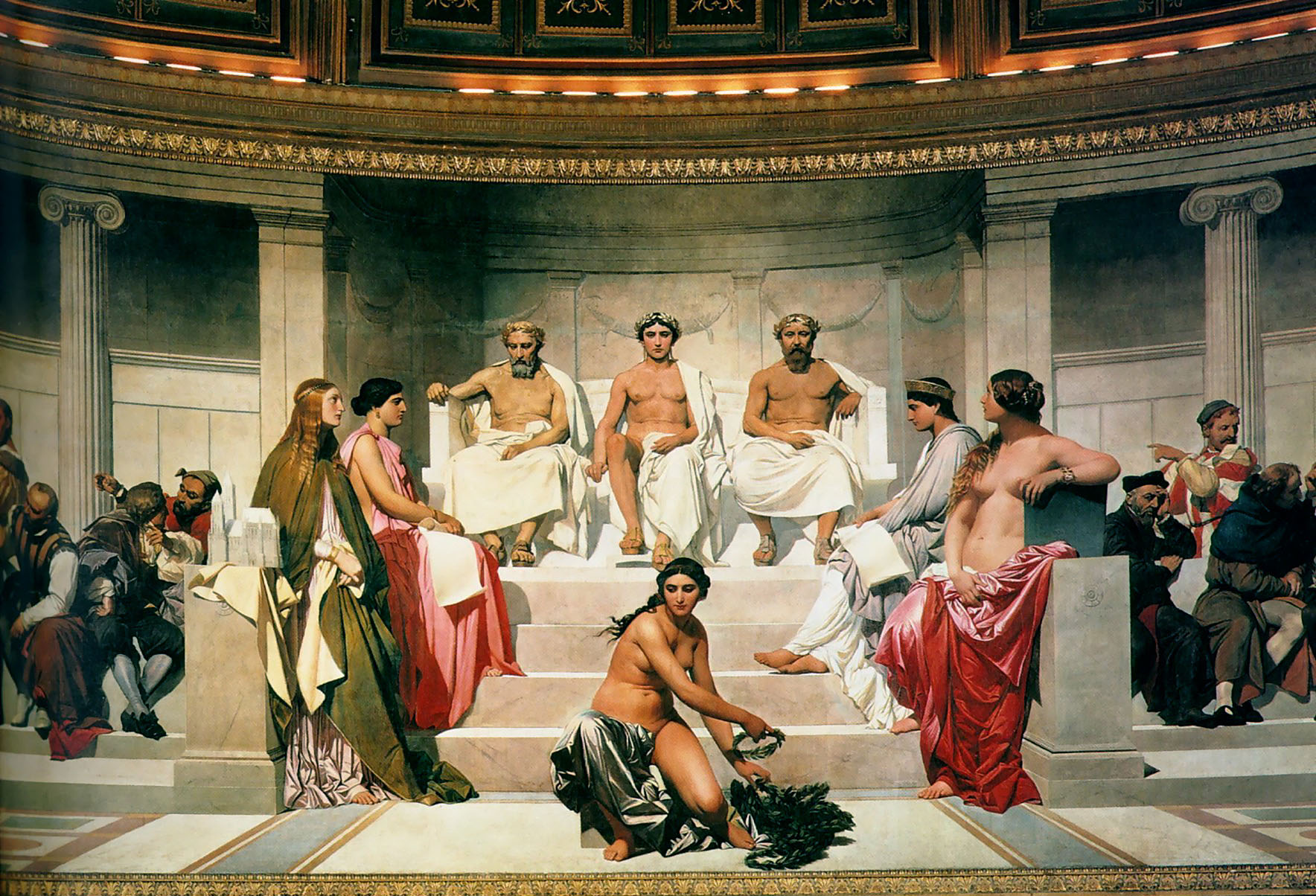
Полукружие (центральная деталь)
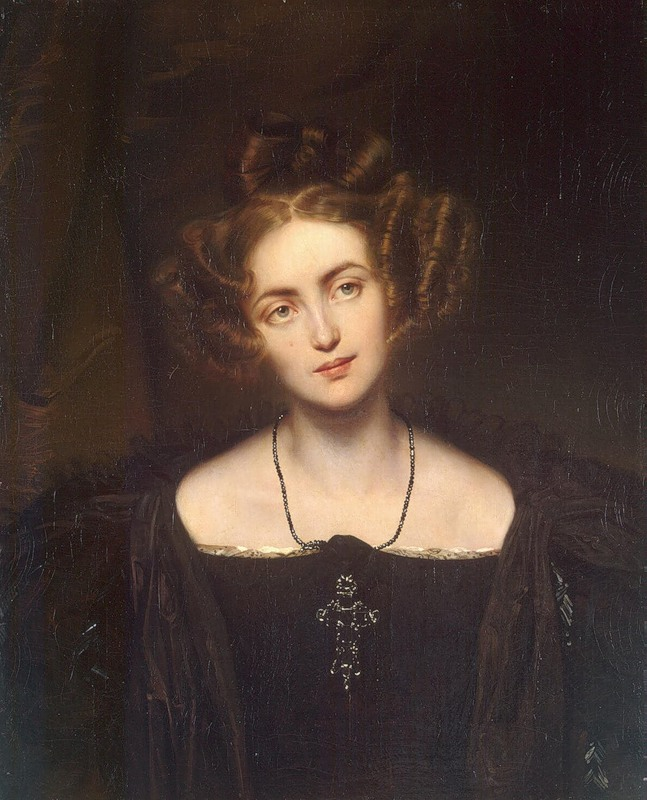
Портрет Генриетты Зонтаг (1831), Государственный Эрмитаж, Санкт-Петербург
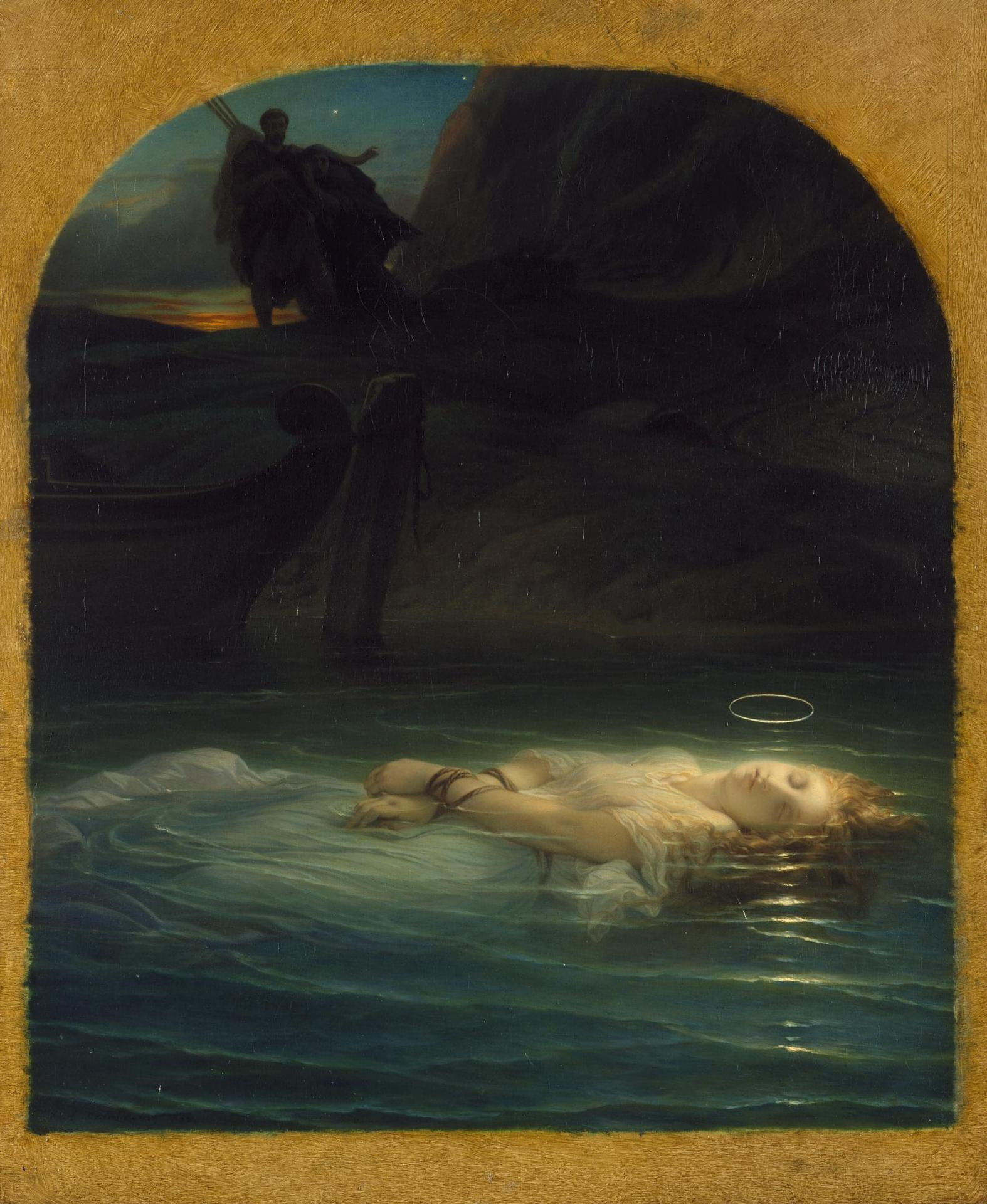
Христианская мученица времён Диоклетиана в Тибре (1853), Государственный Эрмитаж, Санкт-Петербург
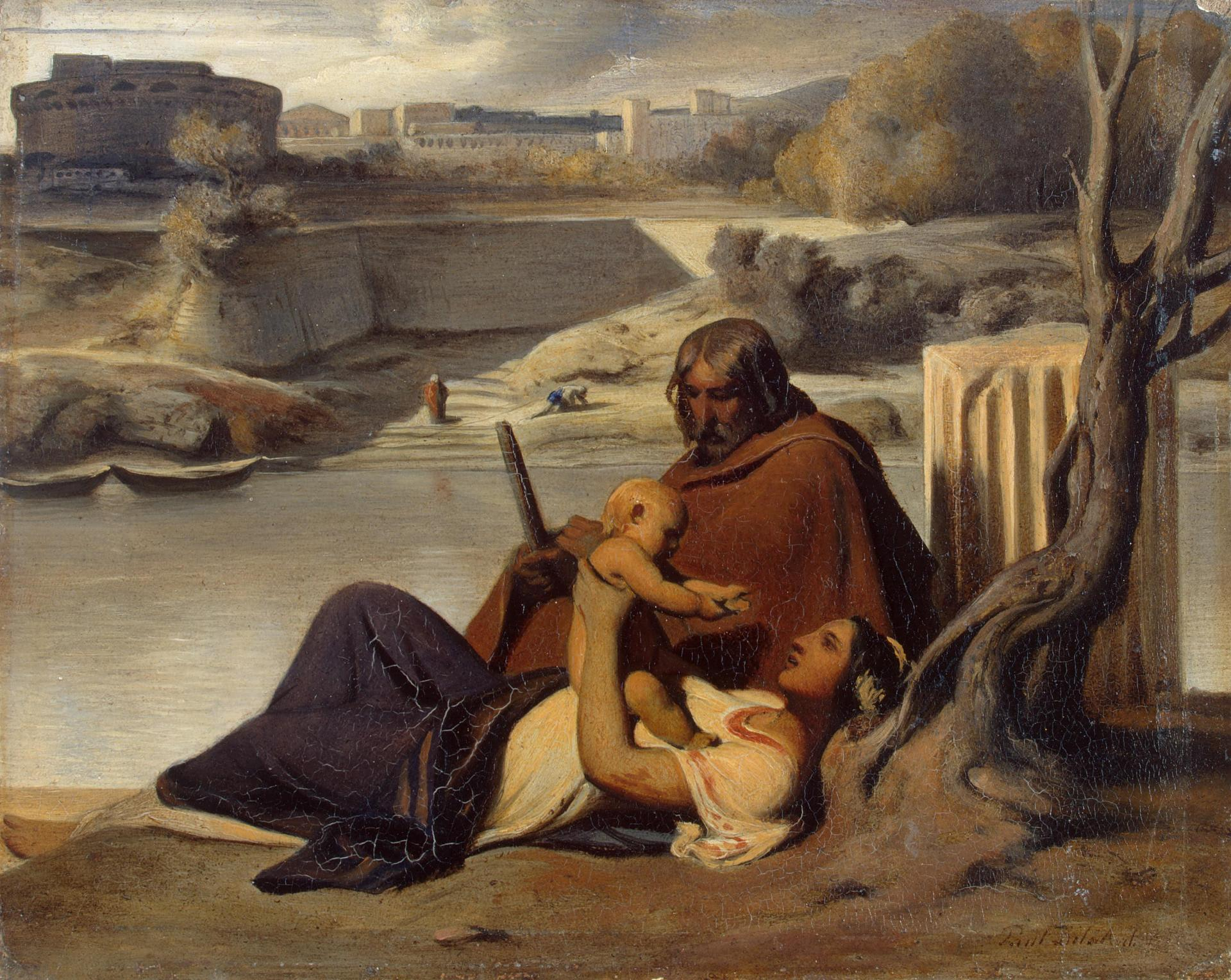
Отдых на берегу Тибра, Государственный Эрмитаж, Санкт-Петербург
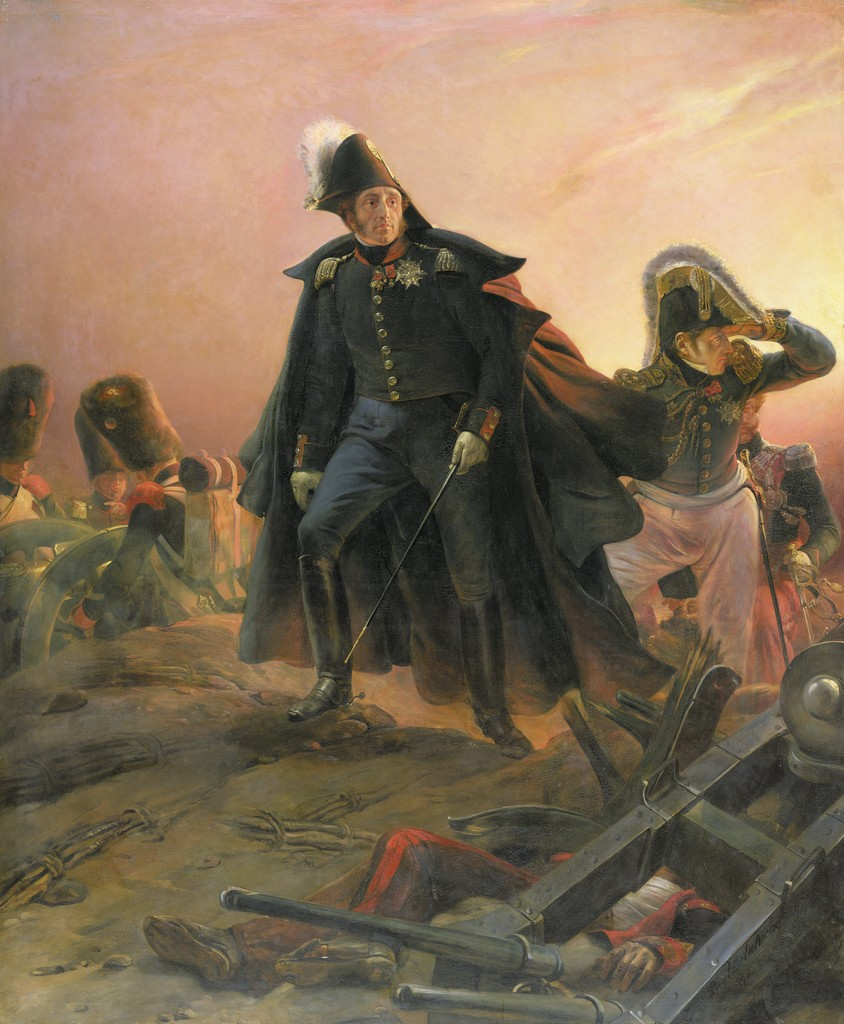
Герцог Ангулемский при Трокадеро
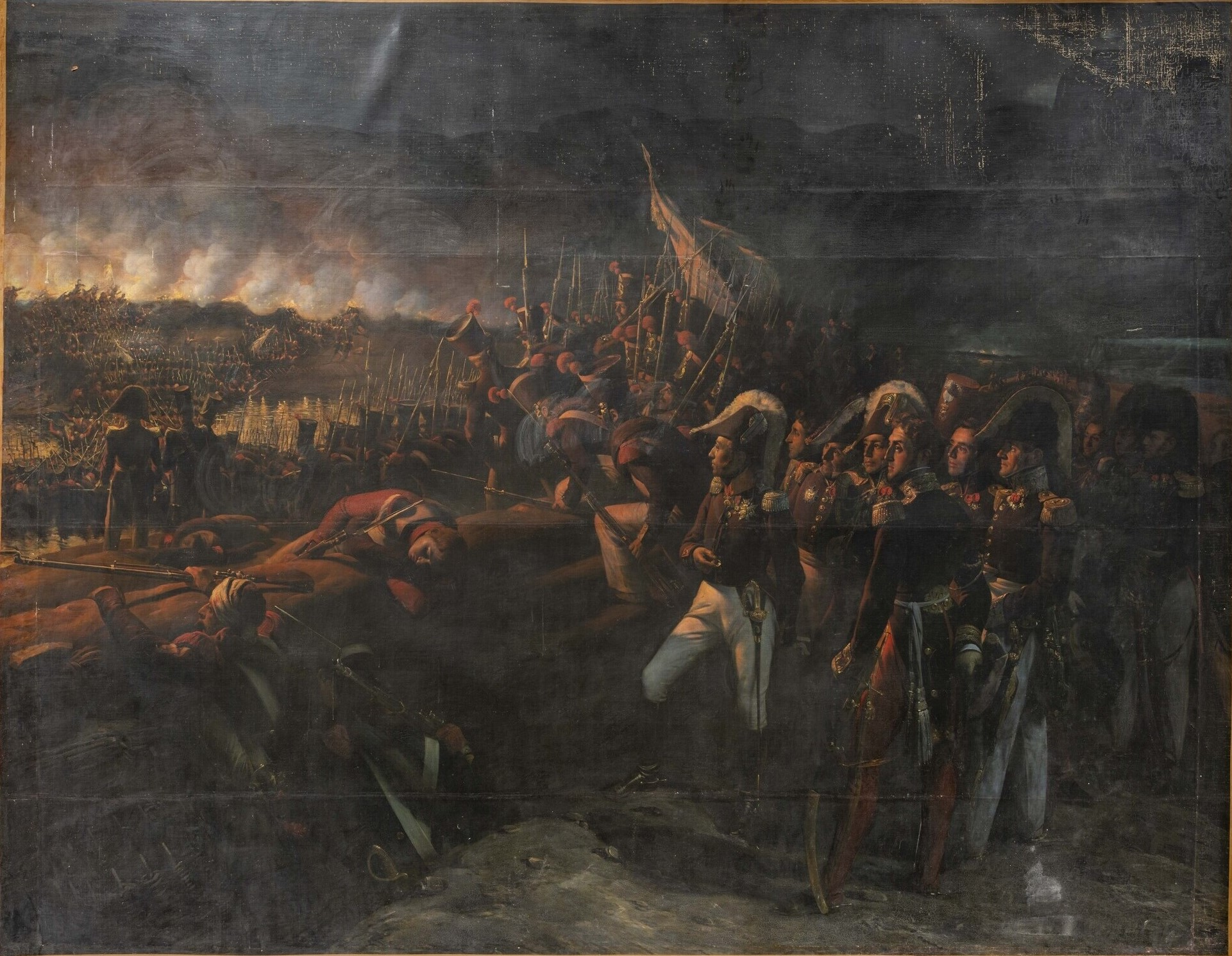
Герцог Ангулемский при Трокадеро (другая версия, Версаль)
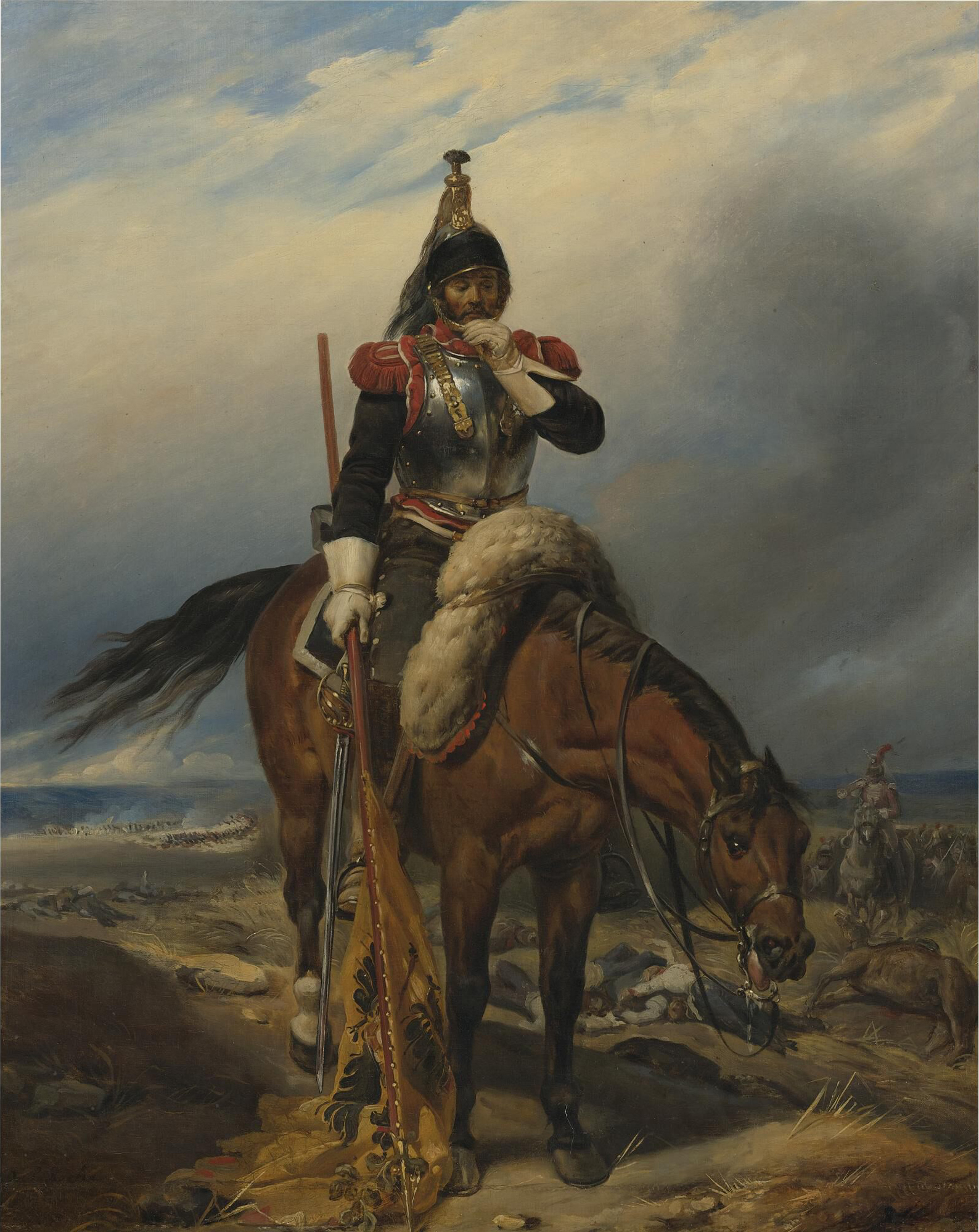
Поле битвы (французский кирасир с захваченным знаменем), частное собрание
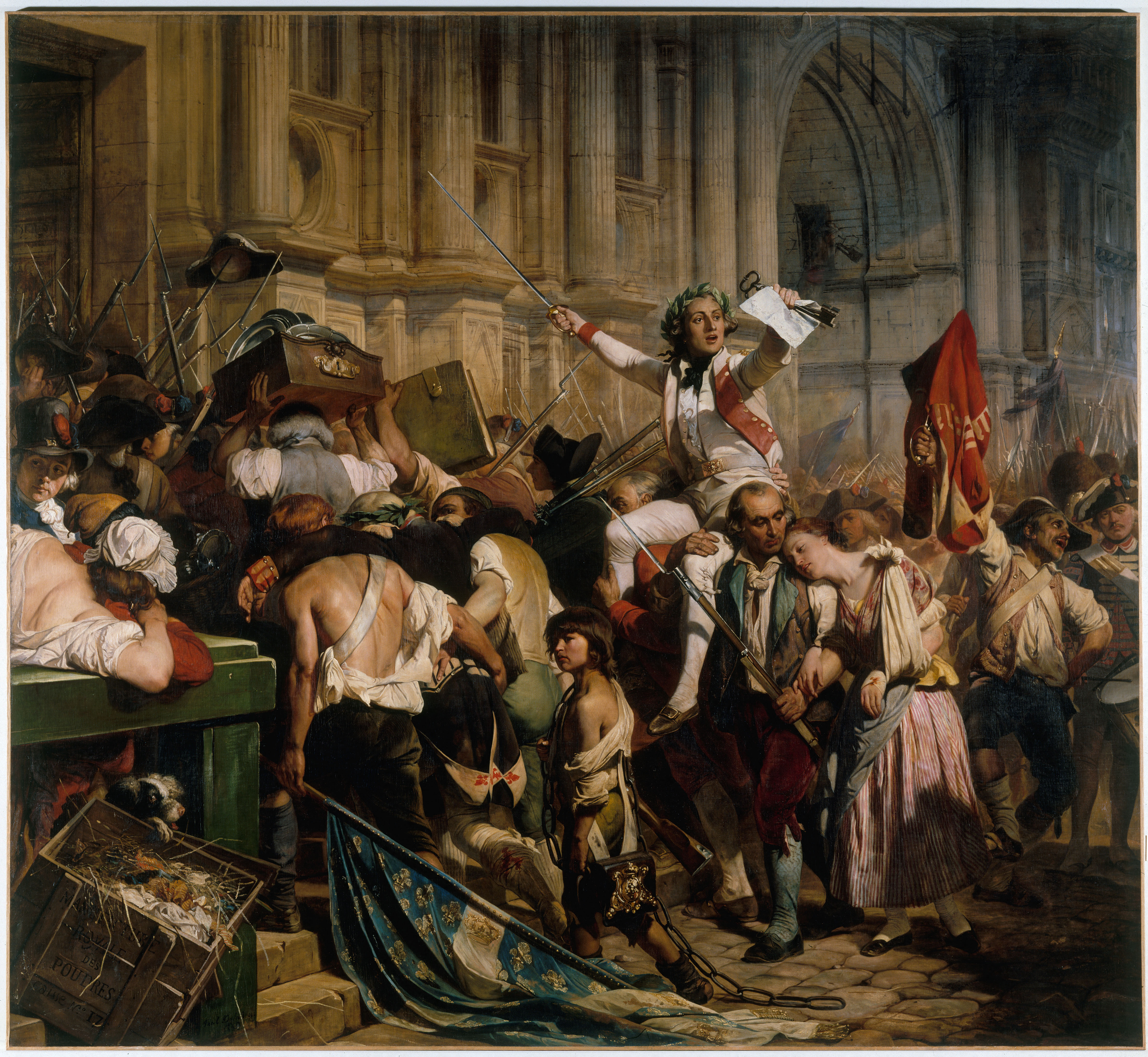
Взятие Бастилии (ок. 1835), Малый дворец
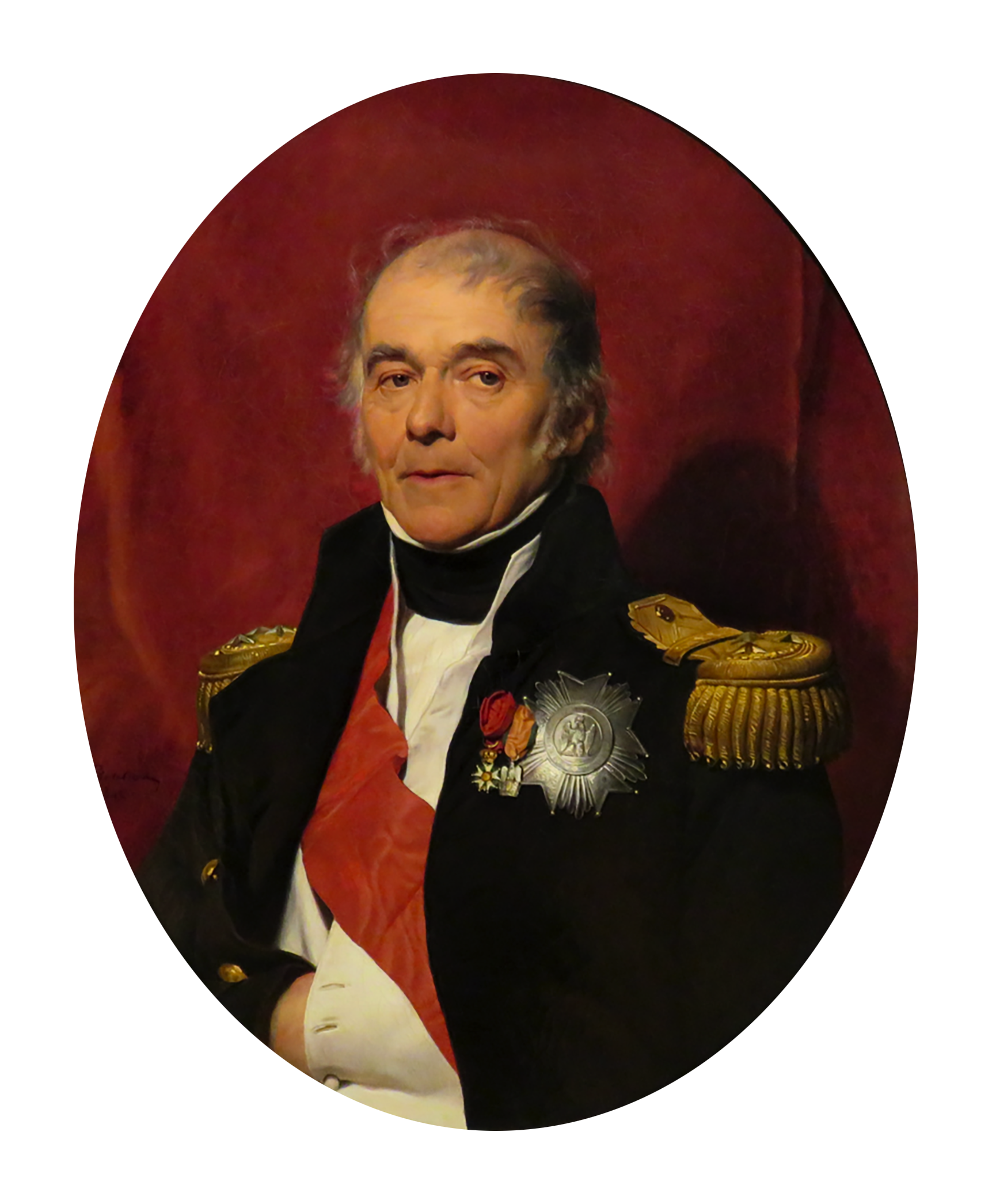
Портрет генерала Бертрана, Версаль

## Некоторые известные ученики
- Пику, Анри-Пьер
- Беранже, Шарль
- Буассо, Альфред
- Луи-Эдуард Дюбюф
- Гебенс, Адольф Иванович
- Эрнест Огюстен Жандрон
- Кавелье, Пьер-Жюль
- Шутценбергер, Луи Фредерик
- Эдвард Армитаж
- Эдмон Эдуен
- Арман Камбон
- Ру, Луи Франсуа Проспер
- Равержи, Ипполит